# めいどのみやげ
めいどのみやげは、サンミュージックプロダクション所属の実の父娘から成るお笑いコンビ。
東京都出身。2023年、ティーチャの死去により事実上のコンビ活動終了、サッチィーは引き続きピン芸人として活動。

## メンバー
- ティーチャ（1935年1月24日 - 2023年10月（88歳没））
  - 父で、立ち位置は左。本名：佐川真勝[1]。
  - 身長177.5cm、血液型はA型。
  - 小学生の時に父親と一緒に寄席に行ったことがきっかけ演芸の世界に憧れ[2]、高校生の頃は文化祭で大河内傳次郎などの物真似をよく披露していた[3]。
  - 日本大学理工学部卒業[4]。大学3年生の時には、フランク永井のもとで司会の勉強もしていた。この頃に現在所属するサンミュージック初代社長の相澤秀禎や田邊昭知（田辺エージェンシー代表取締役社長）らに会っていた[3]。
  - 小学5年生で野球を始め、中学と高校では4番でエースの主将を務めた。日本大学でも野球部に所属したが、授業で練習に参加できず、1年で退部している[5]。
  - 大学卒業後は建設会社に就職。芸能界への夢をあきらめきれず、26歳で会社を退職、「新宿松竹文化演芸場」の劇団に入る。トリオを組んで喜劇、演芸の世界で活動するも、メンバーの一人にギャラと衣装代を持ち逃げされたことが元でトリオは自然消滅した[3]。
  - トリオ解散後、大映で営業・司会・俳優を務め、経営再建に携わる。大映映画『陸軍落語兵』（1971年10月30日公開・春風亭柳昇原作）にも「江川伍長」役で本名で出演した[3] が会社が倒産、実家に戻った。その後、東京都八王子市でガソリンスタンドを経営。事業が暇であったため「地元の子供に野球を教えたい」と思い立ち、高校野球部の監督に就任する。日本大学明誠高等学校の野球部監督を1966年から1968年まで務める[6]。その後、本格的に高校野球の指導を行いたいと思い、一念発起して教員免許を取得、41歳で高校教諭となる[3]。母校である千葉県市川市の日出学園中学校・高等学校の[7]社会科・体育科教師として[8]、65歳まで教諭を務める。勤務していた中学校で軟式野球部の監督に就いて指導にあたった。1999年から4年間は中学校選抜「オール市川」を監督として指揮した。現在の『ティーチャ』の芸名は、元教諭だったことに由来する。
  - 教師時代、生徒の興味を惹くために漫談のような話術で授業を行うことがあった。生徒の笑っているを様子を見て、自分は人を笑わせることがやはり好きなのだと改めて思い、退職後にもう一度芸人を志すことを決意。定年退職後に劇団に所属、テレビドラマの端役やエキストラ、ポリグリップ（義歯安定剤）など老年向けのCMなどに出演[7]。当時は「佐川真勝」「ティーチャ佐川真」名義で活動。CMやドラマ・新宿紀伊國屋ホール等の舞台俳優業もこなしながら芸歴を積んでいった。
  - その後「年金ちゃん」「めいどのみやげティーチャ」の芸名でピン芸人としても活動[1]。
  - 諸先輩が出席する飲み会になるべく顔を出し、帰宅時間を考えずに遅くまで付き合いたいという理由から、千葉県内の自宅に妻を残し、東京都内で単身赴任を始めた。ただ、健康面や生活の諸々に心配が否めないことを考慮し、サッチィーの住まいの隣室に入居。食事などは二人でシェアすることが多い[9]。
  - 毎日、スポーツジムで筋力トレーニングに励み、体力づくりを欠かさない[1]。
  - 楽屋では先輩芸人への気遣いを絶やさない若手芸人然とした振る舞いをする。
  - テレビCM等多数出演「クレラップ」「スマホ年賀状」「養命酒」「東京海上日動保険」「シャルダン」「ポリグリップ」「後楽園」「カンロのど飴」「ヘーベルハウス」「プレイステーションみんなのGOLF」「うずらにんにん卵黄」「白木屋」他…順不同
  - 2023年10月に死去[10]。訃報は10月22日に公表された。最期の言葉は「幸せな人生だなぁ」「みなさんに感謝している」だったという[11]。
  - 日本プロ野球の歴代名選手のサインボールを収集しており、その後それは高校教師時代の教え子に譲渡したが、その際に自分もその価値を知りたく「鑑定団に出して欲しい」と伝えていたという。ティーチャの没後、2024年5月7日放送のテレビ東京『開運!なんでも鑑定団』にその教え子が依頼人として出演、そこでそのサインボール一式に100万円の鑑定額が付いた[12]。
- サッチィー（1973年11月10日（51歳） - ）
  - 娘で、立ち位置は右。ネタ作りも担当[13]。本名：佐川さちの[1]。身長160cm、血液型はA型。
  - 日本大学文理学部卒業[1]。同大学のミスコン出場。20代の頃はモデル・タレントとして事務所に所属していた[3]。
  - 以下は所持している資格。
  - 言語聴覚士
  - 日本摂食嚥下リハビリテーション学会 認定士
    - 介護福祉士[14]
    - 社会福祉主事任用資格
    - 喀痰吸引・経管栄養　認定特定行為業務従事者
    - 難病患者等ホームヘルパー
    - 全身性障がい者ガイドヘルパー
    - 日本ボイストレーナー連盟認定資格（ボイストレーナーとしてのキャリアは30年を超える[14]）
    - 日本呼吸ケア・リハビリテーション学会 認定会員 、日本摂食嚥下リハビリテーション学会 認定会員 (サンミュージックHPより)
    - 日本レクリエーション協会公認インストラクター、東京都江東区認定アーティスト街かどアーティスト、日本言語聴覚士協会会員 (サンミュージックHPより)。後に（2024年時点で）言語聴覚士の資格も取得[14]。

  - 2019年『バリアフリー音頭』の作詞・ 作曲・編曲・歌唱・コーラスを担当。
  - 『バリアフリー音頭』2019年から、文化放送ラジオ・TBSテレビ等で流れている。カラオケ制作協力者は芸人「ぶらっくさむらい」、令和2年5月「バリアフリー音頭」商標登録6254156号　(ラジオ、Twitterより)
  - バンド「さちの&Theカリスマ歌劇団」のボーカルとして新宿、渋谷、六本木でライブ活動していた[15]。
  - カラオケコンテストで30回以上優勝し、賞金や電化製品、クルージング券、布団、自転車などをもらっていたという（ラジオ・トークライブより）
  - カラオケコンテストで優勝して、グアム旅行やハワイ旅行のチケットを獲得。両親にファーストクラスをプレゼントした（ラジオ・トークライブより）
  - 作詞作曲編曲、カラオケ講師、ボイストレーナー、音楽プロデューサーとしても活動中
  - バンドメンバーだった男性と2014年に結婚[13]。2016年に離婚したことをライブ中に発表。
  - 好きな漫画・アニメ「機動戦士ガンダム」、「あしたのジョー」、「ベルセルク」、「攻殻機動隊」　(ラジオ・トークライブより)。
  - 「娘のサッチィー」「サッチィー」の芸名で、トークライブやネット番組にピンで出演することがある。
  - バンド人間椅子のファンイベントのMCを務めた。川崎CLUBチッタ　2017年11月23日(人間椅子檀家)芸人:サッチィー・三平×2・中島女の子。
  - 岡村靖幸、［ALEXANDROS］、フレデリック、KANA-BOON、Official髭男dism、BLUE ENCOUNTのファンクラブ会員。（ラジオ・トークライブより）
  - 岡村靖幸、［ALEXANDROS］、フレデリック、KANA-BOON、Official髭男dism、BLUE ENCOUNT、藤井風、Vaundy、リップスライム、筋肉少女帯、尾崎豊、TUBE、佐野元春、COMPLEX、宮本浩次、高橋徹也、米倉利紀、ウルフルズ、B'z、真心ブラザーズ、THE YELLOW MONKEY、などのファン（ラジオ・トークライブより）
  - ティーチャ亡き後もサンミュージックに在籍し、2024年時点で、総合病院のリハビリテーション課に勤務しながらピンで活動[14]。お笑いと音楽が融合したライブなどのMCを務めている[14]。
  - 自ら、オリジナル楽曲『パタカラ音頭』を使って楽しく口腔トレーニングを行うプログラム《ららら♪えんげ体操》を演じて活動している[14]。
  - 『パタカラ音頭』特許庁 登録商標第6904592  作詞作曲、歌唱、振り付け　◆ patakara ◆ patakaraondo ◆ パンダのたから

## 略歴・芸風
2008年よりめいどのみやげとしての活動を開始する。コンビ名の由来は、美味しい物を食べた時に発するティーチャの口癖から。活動を始めたきっかけは、サッチィーのバンドの曲と曲の間で、ティーチャと一緒にコントを披露したところ好評を得て手応えを感じたことで、のちに正式にお笑いコンビとして活動をはじめる。当初はフリーで活動、2009年 - 2012年10月までニュースタッフエージェンシーに所属、2013年6月よりサンミュージックに所属。父・ティーチャが「年金ちゃん」、娘・サッチィーが「娘のサッチィー」としてそれぞれピン芸人としても活動中。
父・ティーチャが高齢であることをネタにしたものが多い。ティーチャは、これまでに「欽ちゃんは高校の後輩」「歌丸師匠は1歳下」などをつかみにしたことがあり、手首用の血圧計のことを腕時計や妖怪ウォッチなどと言ってボケたり、大河内傳次郎や阪東妻三郎の物真似をネタ中に入れサッチィーは「知らないよ!」などと突っ込むというパターンがある。ティーチャ自身の太平洋戦争時の空襲体験も取り入れている。結成当初の1年間はコント専門だったが、ツインクルのクック井上に「コントだと親子に見えない（ティーチャ曰く「援助交際にも見える」とも）」と言われて漫才も始めた。サッチィーは「めいどのみやげ」に掛けて、メイド服で出演したこともあった。
ネタの最後には二人で、「めいど、めいど、めいどのみやげ!もう一丁!めいど、めいど、めいどのみやげ!」と歌い、合掌して終える。最初に「めいど、めいど、めいどのみやげ!」と歌うこともある。
2015年からは「家族の絆」がテーマのショートコントネタも演じている（このネタの締めは「オー、マイファミリー」という台詞）。
2012年より、主催ライブ『生前騒』（せいぜんそう）を行っている。
2019年より、バリアフリー音頭、バリアフリー親子コント、バリアフリー親子漫才、バリアフリー芸人など、バリアフリーをテーマにしたネタが中心となる。
2024年11月27日　パタカラ音頭、配信リリース。コーラスかけ声は事務所先輩である、ゴー☆ジャス（サンミュージックプロダクション所属）が特別出演。
パタカラ、ぱたから、パタカラ体操、嚥下、えんげ体操、口腔体操、お口育て、イベント出演。

### テレビ

#### バラエティ番組など
- あらびき団（2009年5月27日（第75回）、TBSテレビ） ※初出演
- IJP イジュウインパーク（2010年10月22日、TOKYO MX）
- 笑っていいとも!（2010年11月2日、フジテレビ） - 「お笑いニートを救え!ギャグマーケット」
- ゆうどきネットワーク（NHK）
- はなまるマーケット（TBSテレビ）
- 日本の新しい笑い2012年（2012年1月3日、日本テレビ）
- ピラメキーノ（2012年1月23日、テレビ東京）
- スッキリ!!（2012年2月2日、日本テレビ）
- まもなく!芸人報道（日本テレビ）
- ニノさん（2015年1月18日、日本テレビ）
- ＰＯＮ！（日本テレビ）
- うつけもん（2014年5月28日・8月10日、フジテレビ）
- くりぃむナンチャラ（2014年10月24日、テレビ朝日）
- お願い!モーニング（2014年10月30日、テレビ朝日） - 『15秒で目が覚める一発ギャグランキング』コーナー
- ネクストブレイク ｢『全力老人』〜フルスロットル・オールド・ルーキー〜」（2015年9月1日、日本テレビ）[21]
- 元気に死ぬテレビ（2015年9月21日、BSスカパー!）
- ウチのガヤがすみません!（2015年12月13日、日本テレビ）
- なら≒デキ〜○○なら××デキるはず〜（2016年10月26日、テレビ朝日）
- ビートたけしの絶対見ちゃいけないTVシリーズ（TBS）
  - ビートたけしのフランスは本当に勲章をくれたのかTV （TBSテレビ2016年12月26日）
  - ビートたけしの映画・小説大ヒットなのに日本はなぜ勲章をくれないのかTV （TBSテレビ2017年12月28日）
  - ビートたけし独立してマージン分ギャラ下げるからあと2回ヤラせてTV （TBSテレビ2018年12月26日）
  - ビートたけしの公開！お笑いオーディション -　（TBSテレビ2019年12月28日）
- 新春さんま総選挙2017（2017年1月3日）ＴＢＳ
- 濃厚凝縮ドキュメント 五分館（テレビ朝日）
- タモリ倶楽部（テレビ朝日）
- にちようチャップリン（テレビ東京）
- そろそろにちようチャップリン（テレビ東京）
- 歌ネタゴングSHOW爆笑！ターンテーブル（TBSテレビ）
- 歌ネタゴングSHOW爆笑！ターンテーブル特別編　（TBSテレビ）
- ONE PIECE地上波冠番組ワンピースバラエティ 海賊王におれはなるTV（フジテレビ）
- 世界一短いネタ番組 15ビョーーーン（テレビ東京）- 2021年6月6日[22]
- 15ビョーーーン（テレビ東京）-2021年10月30日、2021年11月6日、2021年12月4日、2022年1月1日
- 5時に夢中!（TOKYO MX　テレビ）
- ひるキュン!（TOKYO MX　テレビ）
- 笑点　特大号（BS日テレ　日本テレビ）
- 爆笑!お台場コサキン亭（BSフジ　フジテレビ）
- 帰ってきたあすなろ情報局（J:COM中野区）
- お笑い　チャンネル（J:COM世田谷区）
- デイリーニュース（J:COM茅ヶ崎市）
- 第55回 新春!爆笑ヒットパレード2022（フジテレビ）- 2022年1月1日　ティーチャのみ『マバタキー』コーナー出演、前半の大竹賞受賞[23]
- ABEMA Prime『長生きするってシアワセ？EXITと老いを考える』　МC: EXIT　(アベプラ2022年)
- テレビ東京若手映像グランプリ『おじいさんと一緒』 　МC:トンツカタン　(テレ東2022年)
- 健活ＴＶ　(MＣ:ルー大柴、木村英里)　YouTube2022年
- 満喫！セカンドライフ(BS-TBS) ナビゲーターよゐこ濱口優2023年2月2023年3月

#### ドラマ
- 遺留捜査第3シリーズ（2013年4月17日、テレビ朝日） -（ティーチャ）
- 重版出来! 第4話（2016年5月3日、TBS） - 古館市之進 役（ティーチャ）
- 昼のセント酒（2016年6月18日、テレビ東京） - 銭湯の客 役（ティーチャ）
- 金曜8時のドラマ ユニバーサル広告社〜あなたの人生、売り込みます!〜（2017年11月、テレビ東京） - 商店街パン屋　役（ティーチャ）
- スポットライト（2020年8月、TOKYO MX）-（ティーチャ）
- 完全に詰んだイチ子はもうカリスマになるしかないの（2022年12月テレビ東京） -（ティーチャ）

#### 映画
- 陸軍落語兵　(1971年10月30日公開)　 -江川伍長　役（ティーチャ）
- 福耳　(2003年9月13日公開)　 -（ティーチャ）
- 哀愁しんでれら（2021年2月5日） - 福浦一郎　役（ティーチャ）

### ラジオ
- レコメン!（文化放送）
- 吉田照美　飛べ!サルバドール（文化放送）
- 浜松町Innovation Culture Cafe（文化放送）
- くにまるジャパン　極（文化放送）
- 峰竜太のミネスタ（ラジオ日本）
- 後藤麻衣の心配ないさぁ〜!!（ラジオ日本）
- AVALON〜渡辺直美〜（J-WAVE）
- ハリー杉山HELLO WORLD（2015年9月18日、J-WAVE）
- GOGOMONZ（NACK5）
- monaka（NACK5）
- すぎはら美里のミリタリー(江東区　FM)
- 桜チョメ吉の今夜もハッスルナイト(葛飾区　FM)
- めいどのみやげ「バリアフリー音頭」(2021年10月1日　八王子ＦＭ)
- えり香のとざいとぉ～ざい！市川うらら(千葉県市川市ＦＭ)
- 元気が出るラジオ虚弱体質　FMゆーとぴあ(秋田県ＦＭ)

### Ustream
- IJP イジュウインパーク 第2回Ustreamオーディション企画（2010年10月23日、Ustream）